# Ulrich W. Preuss
Ulrich W. Preuss (* 1967 in München) ist ein deutscher Psychiater und außerplanmäßiger Professor für Psychiatrie und Psychotherapie an der Medizinischen Fakultät der Martin-Luther-Universität Halle-Wittenberg.

## Leben
Nach seinem Studium der Humanmedizin an der Ludwig-Maximilians-Universität München (LMU), das er 1994 mit dem dritten Staatsexamen abschloss, begann er seine medizinische Laufbahn als Arzt im Praktikum an der Psychiatrischen Klinik und Poliklinik der LMU München. 1998 promovierte er an der Ludwig-Maximilians-Universität München mit der Arbeit „Persönlichkeit und Krankheitsverarbeitung von Patienten im Verlauf von Operationen am offenen Herzen“ und erhielt die Auszeichnung „Magna cum laude“. 2005 habilitierte er sich an der Universität Greifswald mit einer Arbeit zur „Suizidalität bei Alkoholabhängigen“.
Seit 2012 ist Preuss außerplanmäßiger Professor für Psychiatrie und Psychotherapie an der Medizinischen Fakultät der Martin-Luther-Universität Halle-Wittenberg. Er hat zahlreiche Lehraufträge an verschiedenen Universitäten, darunter die Martin-Luther-Universität Halle-Wittenberg, die Fresenius-Universität München und die Sigmund-Freud-Universität Wien, wo er Vorlesungen zu Themen wie Psychopharmakologie und Komorbidität hält. Von 2016 bis 2021 war er Klinikdirektor an der Vitos Klinik für Psychiatrie und Psychotherapie Herborn. Von 2012 bis 2016 war er Chefarzt am Kreiskrankenhaus Prignitz und leitete die Klinik für Psychiatrie, Psychotherapie und Psychosomatik in Perleberg, von 2017 bis 2021 Klinikdirektor in Herborn, von 2022 bis 2024 ärztlicher Direktor an der RKH Ludwigsburg Klinik für Psychiatrie, Psychotherapie und Psychosomatische Medizin, seit Ende 2024 Ärztlicher Direktor des Fachklinikums Wiesen in Sachsen.

## Forschung und Publikationen
Preuss ist Experte für Suchtmedizin und Suizidprävention. Er hat über 100 wissenschaftliche Artikel in „Peer-Reviewed Journals“ veröffentlicht und zahlreiche Buchbeiträge verfasst. Zu seinen wichtigsten Publikationen gehört das Buch „Sucht und Affektive Störungen“ (2023) sowie das Buch „Let’s talk about Cannabis – Das Buch zur Legalisierung“ (2024).
Er ist Mitherausgeber der Zeitschrift Suchttherapie und Mitglied des Editorial Boards der Zeitschrift Suchtmedizin. Darüber hinaus hat er bedeutende Beiträge in wissenschaftlichen Fachzeitschriften veröffentlicht, darunter Arbeiten zur Cannabis-Entzugssymptomatik, psychiatrischen Komorbidität bei Alkoholabhängigkeit und dem Umgang mit Verhaltens- und psychologischen Symptomen bei Demenz.

## Mitgliedschaften und Gremientätigkeiten
Preuss ist in zahlreichen Fachgesellschaften und Gremien aktiv. Er ist unter anderem Vorstandsmitglied der Deutschen Gesellschaft für Suchtmedizin (DGS) sowie der Deutschen Hauptstelle für Suchtfragen (DHS). Darüber hinaus engagiert er sich als Experte für Suchtmedizin bei der Europäischen Arzneimittel-Agentur (EMA).

## Auszeichnungen
Preuss hat im Laufe seiner Karriere mehrere Auszeichnungen erhalten, darunter:
- Forschungspreis des Norddeutschen Suchtforschungsverbunds (2008)[10]
- Hanse-Preis Psychiatrie „Neurobiologie der Suizidalität“ (2016)[11]